# Tạm biệt, Las Vegas
Tạm biệt, Las Vegas là phim truyền hình đương đại.đô thị đạo diễn bởi Dương Á Châu , với tham gia diễn xuất của Ngô Kỳ Long, Vương Tử Văn, Quách Hiểu Đông, Vương Cơ, Kha Lam, Lê Nhất Mặc, Cốc Trí Hâm, Tào Vệ Vũ, Tưởng Thi Manh.
Bộ phim kể về câu chuyện tại "Sóng bạc hàng đầu thế giới" Las Vegas, về giấc mơ xuyên quốc gia của người Trung Quốc .

## Nội dung
Olive và Phong Nhi gặp nhau gặp nhau trong một cuộc giải cứu của đồng bào Đào Lạc, từ đó mở ra cuộc hành trình đến Las Vegas, nơi tương lai của họ không chắc chắn .

## Diễn viên
- Ngô Kỳ Long vai Olive

Chủ nhà hàng Las Vegas đã về hưu trong nhiều năm.
- Vương Tử Văn vai Phong Nhi

Cô gái 80 tuổi đang háo hức theo đuổi ước mơ âm nhạc, là cô nàng Tomboy hào phóng. Khi cô lần đầu tiên đến Hoa Kỳ, cô đã có một cuộc xung đột với một nhà kinh tế.
- Quách Hiểu Đông vai Đạo Lạc

Chỉ mới đến Hoa Kỳ, đầy ảo tưởng của người nông dân Sơn Đông, người muốn giàu có chỉ qua một đêm. Bướng bỉnh, nhiều hành động được gọi là "tinh tế", tạo ra rất nhiều câu chuyện cười, là một người thực sự ngờ ngẩn.
- Vương Cơ vai Vương Cửu Phượng

Mẹ nuôi của Olive sống ở Mỹ hơn 30 năm, cùng với con mở cửa nhà hàng ở Las Vegas và là bếp trưởng của nhà hàng, được gọi là "Chị Đại" trong nhà hàng.
- Lê Nhất Mặc vai Linda
- Kha Lam vai Tô Na Linh
- Cốc Trí Hâm vai Hạ Đại Vũ
- Tào Vệ Vũ vai lão Giả
- Chu Sở Sở vai Tiểu Mĩ
- Tưởng Thi Manh vai Toan Nãi
- Lục Tiếu Tràng vai Sa Mạt
- Lương Da Văn vai chị Hoa
- Vương Ân Đề vai A Văn
- Tạ Vũ Mông vai Hồ Dương
- Tiền Đông Ni vai A Tĩnh

## Hậu trường
- Khi truyền thống đến thăm đoàn làm phim, Ngô Kỳ Long và Vương Tử Văn đang bắt đầu chế độ "Oán giận lẫn nhau" và họ đặc biệt thích đùa, thậm chí còn đọ chiều cao của nhau [4].
- Quách Hiểu Đông và Vương Tử Văn đều nói rằng Ngô Kỳ Long là thần tượng của họ, Quách Hiểu Đông cho biết rằng khi còn nhỏ anh thường bỏ học để xem phim của Lịch Hổ [5].
- Để giảm bớt bầu không khí căng thẳng trong quá trình quay phim, Tưởng Thi Manh thường sử dụng nhiều phương pháp khác nhau để giải quyết áp lực cho mọi người. Khi quay một cảnh đường phố, Tưởng Thi Manh cởi chiếc mũ đầu bếp của mình trên đường phố Hoa Kỳ, cô hát trên đường phố và "bán" tài năng của mình, cô trở thành một cây hài của đoàn làm phim [6].
- Trong thời gian quay phim vào ngày sinh nhật của Vương Tử Văn, đoàn làm phim đã tổ chức sinh nhật cho cô ấy và cả người hâm mộ của Vương Tử Văn cũng đến để dự tiệc sinh nhật của thần tượng [7].

### Ý định làm phim
Đối mặt với vấn đề đồng nhất của các bộ phim truyền hình trong nước, "Tạm biệt, Las Vegas" là một bộ phim nhìn vào câu chuyện từ quan điểm toàn cầu và cho thấy điều kiện sống của người dân ở các nước khác nhau với quan điểm đa chiều và đa cấp. "Tác động văn hóa" được thể hiện một cách mạnh mẽ . Phim là bức tranh toàn cảnh cho thấy sự cay đắng của người Trung Quốc ở Hoa Kỳ .
Đây là bộ phim song ngữ Trung - Anh và phân phối trên toàn cầu .

### Tuyên truyền
12 tháng 1 năm 2017, " Tạm biệt, Las Vegas chính thức khởi động tại Bắc Kinh . 21 tháng 2 năm 2017, "Tạm biệt, Las Vegas" lần đầu ra mắt truyền thông . Ngày 7 tháng 3 năm 2017 phim đoàn làm phim bắt đầu cảnh quay ở Las Vegas; Ngày 4 tháng 5 năm 2017 hoàn tất cảnh quay ở Las Vegas .